# روبن (قنبلة نووية)

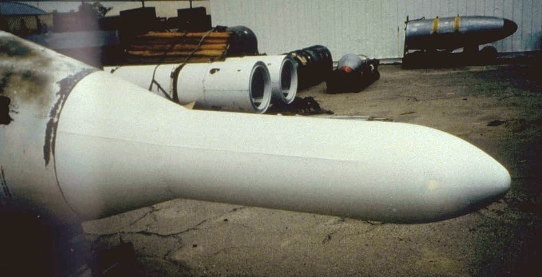

القنبلة النووية روبن  هي قنبلة نووية أساسية لتصميم العديد من تصاميم الحرب الباردة للأسلحة النووية والحرارية النووية الأمريكية وفقا للباحث تشاك هانسن.
تم استخدام تصميم روبن كرأس حربي نووي من نوع دبليو 45 وكأول في الأسلحة النووية الحرارية دبليو 38 و دبليو 47.